# Universidade Ramon Llull
A Universidade Ramon Llull (URL; em catalão: Universitat Ramon Llull) é uma instituição de ensino superior privada em Barcelona, na Espanha. Foi fundada em 1 de março de 1990 e aprovada pelo Parlamento da Catalunha em 10 de maio de 1991.
Nomeada em homenagem ao escritor catalão Ramon Llull, conta atualmente com mais de 20.501 alunos e 1.410 docentes, segundo dados correspondentes a 2019 e 2020.